# Jürgen Margraf
Jürgen Margraf (* 29. Juni 1956 in Korbach) ist ein deutscher Psychologe und seit 2009 Inhaber einer Humboldt-Professur, dem Lehrstuhl für Klinische Psychologie und Psychotherapie der Ruhr-Universität Bochum.
Er war 1999 bis 2005 Vorsitzender des Wissenschaftlichen Beirats Psychotherapie und von 2012 bis 2014 Präsident der Deutschen Gesellschaft für Psychologie. Seit 2009 ist Margraf Mitglied der Leopoldina. 2015 wurde er in die Academia Europaea gewählt.

## Leistungen
Margraf arbeitete im Lehrstuhl an Universitäten in Münster, Berlin, Dresden und Basel. Er beschäftigt sich mit der kognitiven Erklärung von Angst- und Panikstörungen, Depressionen, Essstörungen und Psychophysiologie sowie der Entwicklung entsprechender Psychotherapiekonzepte.
Das Margrafsche Teufelskreismodell ist ein kognitiver Erklärungsansatz von Panikstörungen. Demnach kommt es durch körperliche Reaktionen (Schweiß, Atemnot, Herzrasen etc.) – ausgelöst durch Stress oder Sport – zu einer kognitiven Gefahreneinschätzung, also zur Angst. Die automatischen Reaktionen des Körpers sind die gleichen Symptome, die evolutionspsychologisch Flucht oder Angriff ermöglichen. Deshalb kommt es zu einer positiven Rückkopplung, da die Angst die Symptome auslöst und diese wiederum Angst erzeugen. Dadurch verstärkt sich die Angst bis zur Panikstörung.
Margraf entwickelte das Marburger Therapiemodell, eine 15-stündige Therapie zur Heilung von Angststörungen mit einer Dauer von 2,5 Monaten. Das Modell arbeitet mit Kognitionen (Vermittlung von Informationen über Angststörungen, Steuerung der Aufmerksamkeit am Beispiel des Herzschlages, Aufspüren von Fehlinterpretationen, Selbstinstruktionstraining, Hypothesen überprüfen, entkatastrophisieren). Dadurch kann der Patient seine falschen Kognitionen überprüfen und ersetzen. Dazu kommt ein behavioristisches Konfrontationstraining zur Resistenz gegenüber den Stimuli.

## Schriften (Auswahl)
- mit Silvia Schneider: Panik - Angstanfälle und ihre Behandlung. Berlin, Springer-Verlag 1990
- Panische Angst: Überfälle aus dem Nichts, Psychologie heute, Nov, 1989
- Jürgen Margraf und Silvia Schneider (Hrsg.): Handbuch der Verhaltenstherapie. Springer, Heidelberg 2018, ISBN 978-3-662-54910-0.